# NPAS3
NPAS3, или Neuronal PAS domain protein 3 (нейронный PAS-доменный белок 3) — транскрипционный фактор с преобладанием экспрессии в мозге. NPAS3 принадлежит к bHLH-PAS суперсемейству транскрипционных факторов и содержит пространственные домены типа «спираль-петля-спираль» (англ. basic-helix-loop-helix) и PAS. Нарушение структуры NPAS3, вызванное хромосомной транслокацией, было отмечено в 2003 году у матери и дочери, страдающих шизофренией. Ген NPAS3 может быть связан с психическими заболеваниями и трудностями в обучении. В генетическом исследовании, проведённом в 2008 году, было показано, что взаимодействие гаплотипов в локусе NPAS3 влияет на риск развития шизофрении и биполярного расстройства.
По данным одного исследования, мыши с недостатком белков NPAS1 и NPAS3 демонстрируют морфологические и поведенческие нарушения, типичные для мышиных моделей психозов. В частности, у этих мышей было отмечено снижение экспрессии рилина, обычно обнаруживаемое посмертно у пациентов с шизофренией и психотической формой биполярного расстройства.
NPAS3 входит в генетическую область HAR21 — одну из 49 зон ускоренного развития у человека, в которых отмечен наиболее высокий темп эволюционных изменений.
По данным одного фармакогенетического исследования, реакция больных шизофренией на новый антипсихотик илоперидон была наиболее сильно ассоциирована с полиморфизмами гена NPAS3.
По данным одного исследования, мышиный ген NPAS3 является гомологом гена trachealess («без трахеи») мушки Drosophila и может играть важную роль в формировании и поддержании работы лёгких.